# Freya Allan

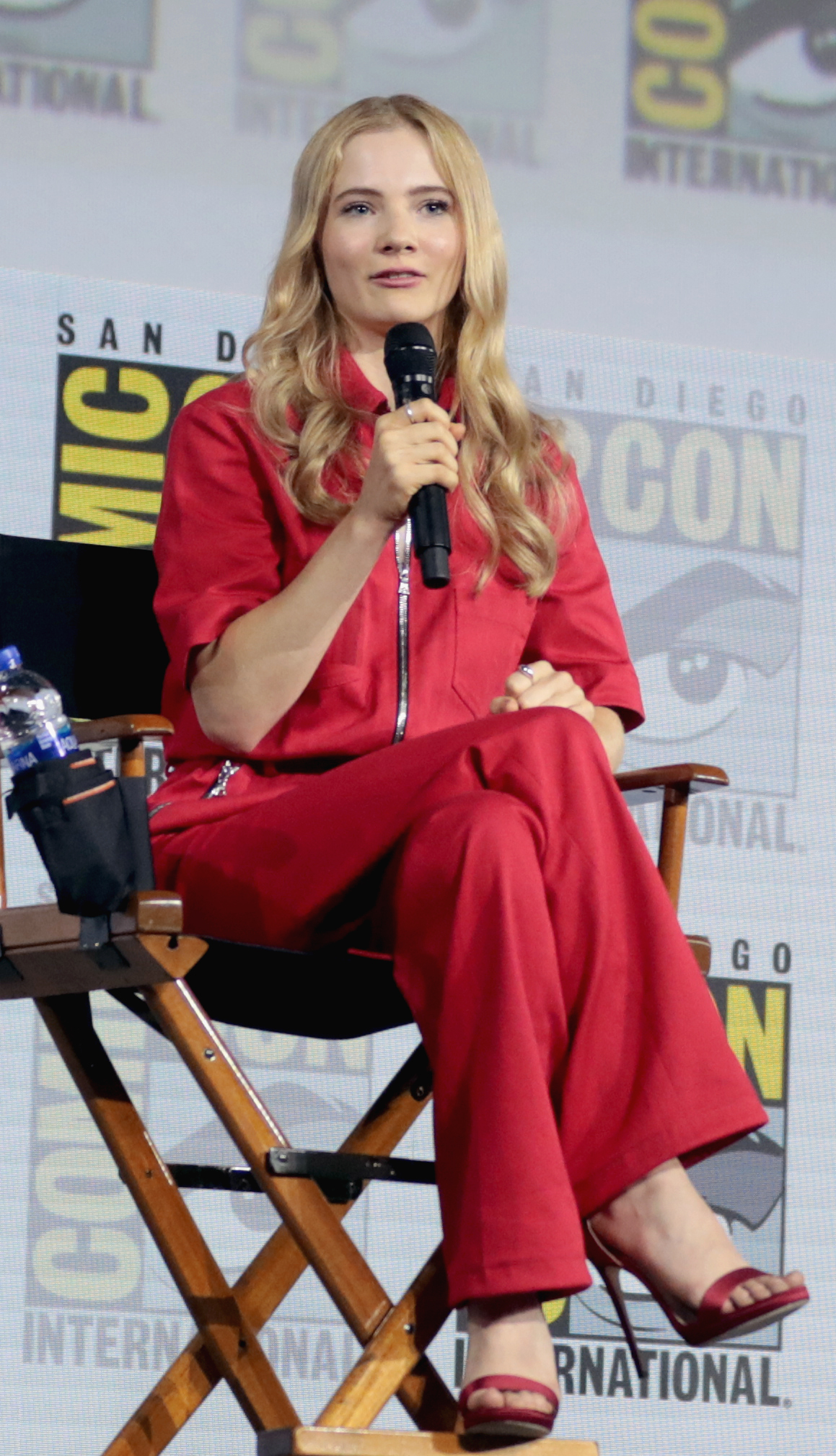
Freya Allan (2019)

Freya Allan (ur. 6 września 2001 w Oxfordshire) – angielska aktorka, odtwórczyni roli Ciri w serialu Wiedźmin.

## Życiorys
Freya Allan początkowo grała w krótkometrażówkach, a potem miała niewielkie role w serialach. W Wiedźminie początkowo również się na to zanosiło, lecz gdy twórcy mieli problem ze znalezieniem odtwórczyni roli Ciri, Sophie Holland, odpowiadająca za casting do serialu, zasugerowała, by jednak została nią Freya.
Allan dostała także główne role w horrorze Dwie minuty do piekła (Baghead), w reżyserii Alberto Corredora, filmie Królestwo Planety Małp (kontynuacji Wojny o planetę małp) oraz kolejnym filmie grozy – Triton.

## Filmografia

### Filmy
| Rok  | Tytuł                                                      | Rola                | Uwagi       |
| ---- | ---------------------------------------------------------- | ------------------- | ----------- |
| 2017 | Bluebird                                                   | Caitlin             | krótkometr. |
| 2017 | Christmas Tree                                             | Christmas Tree Girl | krótkometr. |
| 2017 | Captain Fierce                                             | Linda               | krótkometr. |
| 2021 | Zabójczy koktajl (Gunpowder Milkshake)                     | młoda Sam           |             |
| 2023 | Dwie minuty do piekła (Baghead)                            | Iris Lark           |             |
| 2024 | Królestwo Planety Małp (Kingdom of the Planet of the Apes) | Mae                 |             |

### Seriale telewizyjne
| Rok     | Tytuł                                | Rola          | Uwagi              |
| ------- | ------------------------------------ | ------------- | ------------------ |
| 2018    | Kraina bezprawia (Into the Badlands) | młoda Minerva | 1 odc.             |
| 2019    | The War of the Worlds                | Mary          | miniserial; 1 odc. |
| od 2019 | Wiedźmin (The Witcher)               | Ciri          | gł. rola           |
| 2020    | Dzień trzeci (The Third Day)         | Kail          | miniserial; 5 odc. |